# 嘉绒语支
嘉绒语支是藏缅语族羌语支的一个小支系，有十多万人使用。也有人认为它可能是戎语支的一部分，与羌语支的相似来自接触。
嘉绒语和尔龚语的使用者皆被中国政府认定为藏族的一支，分别称作“嘉绒藏族”和“尔龚藏族”，但两者与藏族不仅语言不同，风俗习惯等差别也很大。 
不过，其他研究表明，羌语支可能是个并系群，假定的“分支”的唯一共同点是共享的古习语及因接触产生的区域特征。Jacques & Michaud (2011)根据一些词汇创新认为包含嘉绒语的羌语支可能属于羌缅语群。

## 地理分布
嘉绒语支语言分布在四川，主要位于甘孜州和阿坝州。这些语言的特点是形态保守、语音古旧，使其在历史语言学方面具有重要价值。
这些语言群在文献中被称作道孚语、尔龚语及霍尔巴语，分布在四川阿坝州壤塘县到甘孜州道孚县的广大地域内。截至撰写本文时，还不清楚这群语言有多少无法互通的变体，但至少有3种必须加以区分：道孚县道孚话、丹巴县格什扎话与壤塘县上寨话。
嘉绒语支主要分布在四川西部阿坝州马尔康市、理县、小金县及金川县。附近的黑水、壤塘、宝兴、丹巴、道孚等县也分布着嘉绒语支语言。

## 系属分类
嘉绒语支有几个共同的特点，特别是在动词形态方面。较近的分类，如赖云帆等 (2020)将嘉绒语支分为东西两支：
- 西嘉绒语组
  - 绰斯甲语（原拉坞戎语）
  - 尔龚语
  - 西夏语[8]
- 东嘉绒语组（“真嘉绒语”）

嘉绒语又分为4种不互通的变体：东部嘉绒语（或四土话）、茶堡话、草登话、日部话。
Lin (1993)将绰斯甲语和尔龚语归为“西部嘉绒语”，“西北嘉绒语”下辖茶堡话、草登话和日部话。不过，一般认为绰斯甲语、尔龚语和嘉绒语之间的距离大于嘉绒语内部方言间的距离。例如，《民族语》称四土话和茶堡话的词汇相似度为75%，草登话和茶堡话的为60%，而四土话和尔龚语则只有13%。
黄布凡 (2007:180)发现尔龚语和嘉绒语在1592个词中只有242个同源词，占比只有15.2%。
卡龙藏语有嘉绒语底层。
昌都语群是否属于羌语支，目前还有争议。

## 与藏语的比较
嘉绒语被藏语包围，与藏语有密切的联系，但在词汇和形态上存在许多重大差异。嘉绒语喜好前缀，如*kə-、*tə-等，而藏语则用后缀，如-pa/-ba、-ma、-po/-bo、-mo等。下面是小金贊拉話和茶堡话中没有中古藏语同源词的词表。
| 词义 | 小金贊拉話 | 茶堡话   | 中古藏语        |
| ---- | ---------- | -------- | --------------- |
| 年   | təpa       |          | lo              |
| 脑   | tərnok     | tɯ-rnoʁ  | klad pa         |
| 雹   | tərmok     |          | ser ba          |
| 奶   | təlu       |          | ’o ma           |
| 腿   | tame       | tɤmi     | rkang pa        |
| 鱼   | tʃhəɣjo    | qa-ɟy    | nya             |
| 花   | tapat      |          | me tog, men tog |
| 舌   | teʃme      |          | lce             |
| 红   | kəwərne    | kɯ-ɣɯmi  | dmar po         |
| 黄   |            | kɯ-qarŋe | ser (po)        |
| 沙   | kəwek      |          | bye ma          |
| 羊   | kə-jo      | qa-ʑo    | lug             |
| 马   | mboro      | mbro     | rta             |

## 分支
嘉绒语支包括以下几种语言：
- 嘉绒语，8万人
  - 东部—四土话
  - 东北部—茶堡话
  - 西北部—四大坝方言（草登话、日部话）
- 尔龚语，5万人
- 拉坞戎语，1万人